# Ectecephala capillata
Ectecephala capillata är en tvåvingeart som först beskrevs av Daniel William Coquillett 1904.  Ectecephala capillata ingår i släktet Ectecephala och familjen fritflugor. Inga underarter finns listade i Catalogue of Life.